# Xerocrassa cisternasi
Xerocrassa cisternasi is een slakkensoort uit de familie van de Hygromiidae. De wetenschappelijke naam van de soort is voor het eerst geldig gepubliceerd in 1875 door Hidalgo.